# Crithagra koliensis
Crithagra koliensis é uma espécie de ave da família Fringillidae.
Pode ser encontrada nos seguintes países: Burundi, República Democrática do Congo, Quénia, Ruanda, Tanzânia e Uganda.
Os seus habitats naturais são: matagal húmido tropical ou subtropical.